# یواس‌اس ماومی (ای‌او-۲)
یواس‌اس ماومی (ای‌او-۲) (به انگلیسی: USS Maumee (AO-2)) یک کشتی بود که طول آن ۴۷۵ فوت ۷ اینچ (۱۴۴٫۹۶ متر) بود. این کشتی در سال ۱۹۱۵ ساخته شد.